# Wojcieszów Dolny
Wojcieszów Dolny − nieczynna stacja kolejowa w Wojcieszowie, w Polsce, w województwie dolnośląskim, w powiecie złotoryjskim.